# Transformare liniară
O transformare liniară (numită și operator liniar) este o funcție care formalizează o relație dintre două spații vectoriale, ce conservă operațiile de adunare și înmulțire cu un scalar.

## Definiția
O funcție {\displaystyle f:U\to V}, unde U și V sunt spații vectoriale peste același corp K, se numește liniară dacă  satisface simultan condițiile:
- {\displaystyle \forall x,y\in U\,,\ f(x+y)=f(x)+f(y)} (aditivitate)
- {\displaystyle \forall x\in U,\forall \alpha \in K\,,\ f(\alpha x)=\alpha f(x)} (omogenitate)

Uneori, cele două condiții de mai sus se scriu condensat ca o singură condiție:
{\displaystyle \forall x,y\in U,\forall \alpha ,\beta \in K\,,\ f(\alpha x+\beta y)=\alpha f(x)+\beta f(y)}
Orice transformare liniară stabilește un morfism între cele două spații vectoriale și reciproc, orice morfism de spații vectoriale este o transformare liniară.

## Exemplu
Aplicația {\displaystyle f:\mathbb {R} ^{3}\to \mathbb {R} ^{2}} dată prin {\displaystyle f((x,y,z))=(x+y,-z)} este o aplicație liniară.

## Matricea unei transformări
Dacă cele două spații vectoriale sunt finit-dimensionale și pentru fiecare spațiu s-a ales câte o bază, o transformare liniară f se poate reprezenta ca o matrice. Reprezentarea se face astfel:
Fie {\displaystyle m=\dim(U)} și fie {\displaystyle (u_{1},u_{2},\ldots ,u_{m})} o bază a lui U. Fie {\displaystyle n=\dim(V)} și fie {\displaystyle (v_{1},v_{2},\ldots ,v_{n})} o bază a lui V. Matricea {\displaystyle (f_{ij})_{\scriptstyle {\begin{array}{c}\scriptstyle i\leq n\\\scriptstyle j\leq m\end{array}}}} asociată transformării f are n linii și m coloane și are elementele definite prin relațiile:
{\displaystyle f_{1j}v_{1}+f_{2j}v_{2}+\cdots +f_{nj}v_{n}=f(u_{j})}
adică fiecare coloană j a matricii este ansamblul de scalari ce constituie reprezentarea lui {\displaystyle f(u_{j})} în baza aleasă pentru V.

## Rangul și defectul
Mulțimea {\displaystyle \mathrm {Ker} _{f}=\{x\in U:f(x)=0\}}, numită nucleul transformării, este un subspațiu vectorial al spațiului U. Dimensiunea acestui spațiu se numește defectul transformării, notat defect(f).
Mulțimea {\displaystyle \mathrm {Im} _{f}=\{f(x):x\in U\}} (imaginea funcției f) este un subspațiu vectorial al spațiului V. Dimensiunea acestuia se numește rangul transformării, notat rang(f).
O transformare liniară este injectivă dacă și numai dacă defectul ei este zero. O transformare liniară este surjectivă dacă și numai dacă rangul său este egal cu dimensiunea codomeniului.
Pentru orice transformare liniară, suma dintre rangul și defectul său este egală cu dimensiunea domeniului de definiție:
{\displaystyle \operatorname {rang} (f)+\operatorname {defect} (f)=\operatorname {dim} (U)}

## Vectori și valori proprii
Pentru o transformare liniară definită pe un spațiu V cu valori în el însuși, {\displaystyle f:V\to V}, un vector {\displaystyle v\in V} se numește vector propriu al transformării f dacă există un scalar {\displaystyle \lambda \in K} cu proprietatea că {\displaystyle f(v)=\lambda v}, cu alte cuvinte, {\displaystyle f(v)} are aceeași direcție cu v. Valoarea {\displaystyle \lambda } se numește valoare proprie asociată vectorului propriu v.

## Transformate liniare continue
Dacă spațiile U și V sunt înzestrate și ca spații topologice, se poate pune problema dacă o transformare liniară {\displaystyle f:U\to V} este continuă. 
în cazul în care spațiile U și V sunt spații normate (adică dacă topologia este indusă de o normă), mulțimea transformărilor liniare și continue definite pe U cu valori în V este un spațiu vectorial, notat uneori LC(U,V), și este subspațiu al spațiului vectorial al transformărilor liniare definite pe U cu valori în V. Mai mult, LC(U,V) este spațiu normat, norma fiind definită prin:
{\displaystyle \|f\|=\sup \limits _{x\in U\setminus \{0\}}{\frac {\|f(x)\|}{\|x\|}}}
O definiție echivalentă pentru norma unei transformări liniare continue este:
{\displaystyle \|f\|=\sup \limits _{\|x\|=1}\|f(x)\|}
Pentru o transformare liniară f, expresia {\displaystyle \sup \limits {\|x\|=1}\|f(x)\|} este finită dacă și numai dacă f este continuă.